# Ban mian

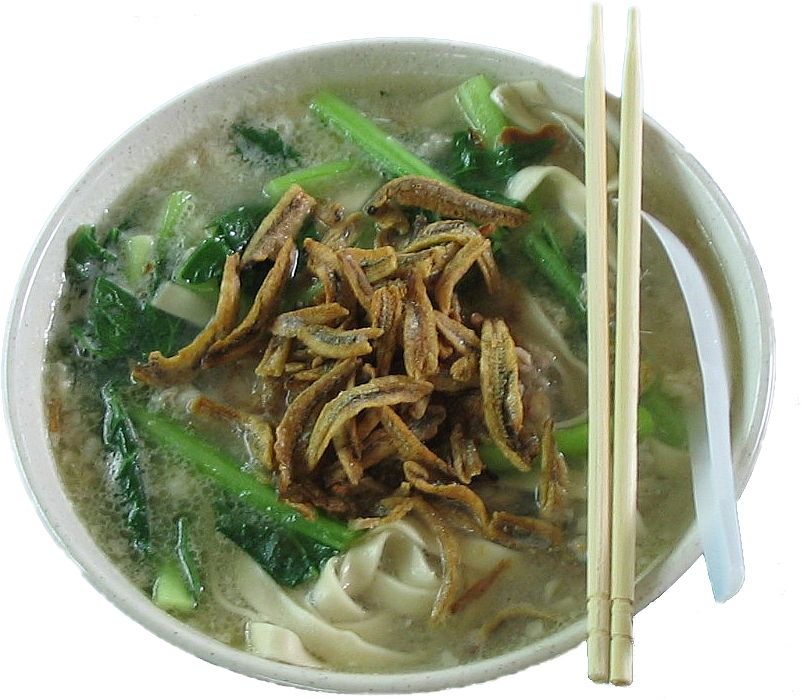
"Ban mian", así se denomina a la sopa de fideos debido a la forma de los fideos, se sirve junto con vegetales, anchoa y otros condimentos.

El Ban mian (en chino tradicional, 辦麵; en chino simplificado, 板面; pinyin, bǎnmiàn) es un plato de sopa de fideos al estilo Hakka que se toma en Cantón provincia de China y en toda China. En China, puede combinarse con diferentes tipos de platos. En otras partes del mundo como en Singapur y Malasia, aunque el plato varía bastante a lo largo del mundo. Algunas formas de Ban mian, por ejemplo, contienen pasta elaborada a mano. El Ban mian significa literalmente  "fideos de a bordo" debido a la forma plana de los fideos que contiene. 
- Datos: Q4856836
- Multimedia: Ban mian / Q4856836